# Konst i Umeå

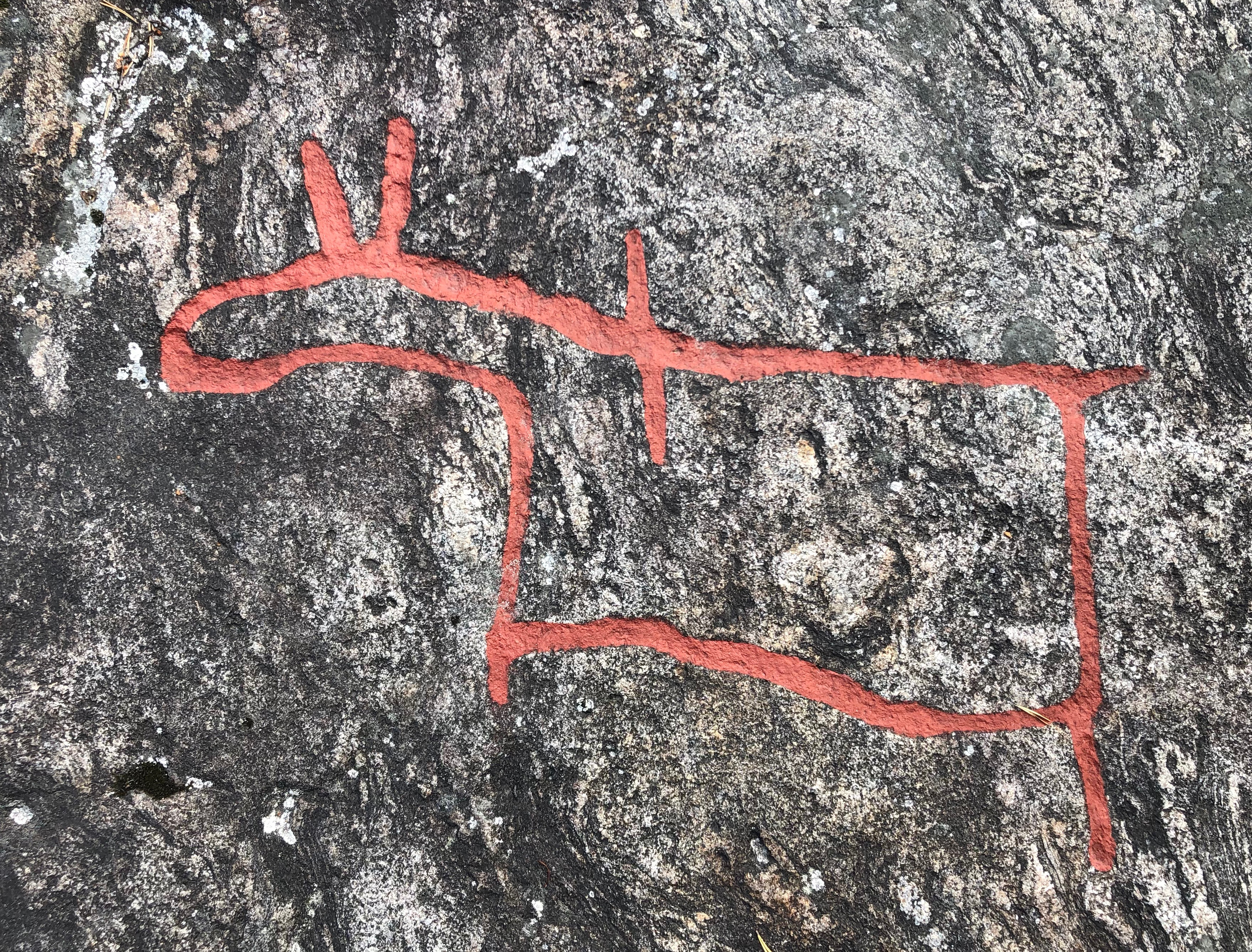
Hällristning i Norrfors.

Konsten i Umeå fick antagligen sina tidigaste konstnärliga uttryck genom hällristningarna i Norrfors, som upptäcktes av arkeologistudenter så sent som 1984 och dateras till perioden 3000–2000 f.Kr., och tros vara utförda av jägare bosatta i området under yngre stenåldern.
Därifrån är hoppet förstås långt till Konsthögskolan vid Konstnärligt campus men helt visst har de konstnärliga utbildningarna och gallerierna spelat roll för den lokala konsten. Liksom lokala mecenater och långsiktiga utställningsprojekt som Umedalens skulpturpark och Konstvägen sju älvar.
Konstnärernas riksorganisation (KRO) utsåg Umeå till Årets konstkommun 2005–2006.
År 2022 lade det kommunala VA-bolaget Vakin ut brunnslock i Umeå, Nordmaling och Vindeln med en nyskriven dikt av Uppsala-poeten Mariam Naraghi  och detta har sedan följts av en handfull exempel på brunnslockpoesi, som på senare år presenterats under litteraturfestivalen Littfest.

## Utbildningar

### Folkskollärarinneseminariet
Från seminariets start 1879 – i den byggnad som numera hyser Hovrätten för Övre Norrland – undervisade den av domkapitlet förordnade teckningslärarinnan Helena Huss i ämnet teckning enligt dr Alfred Stuhlmanns metod, där framförallt pojkar skolades i konsten att göra ritningar. 

### Umeå högre allmänna läroverk

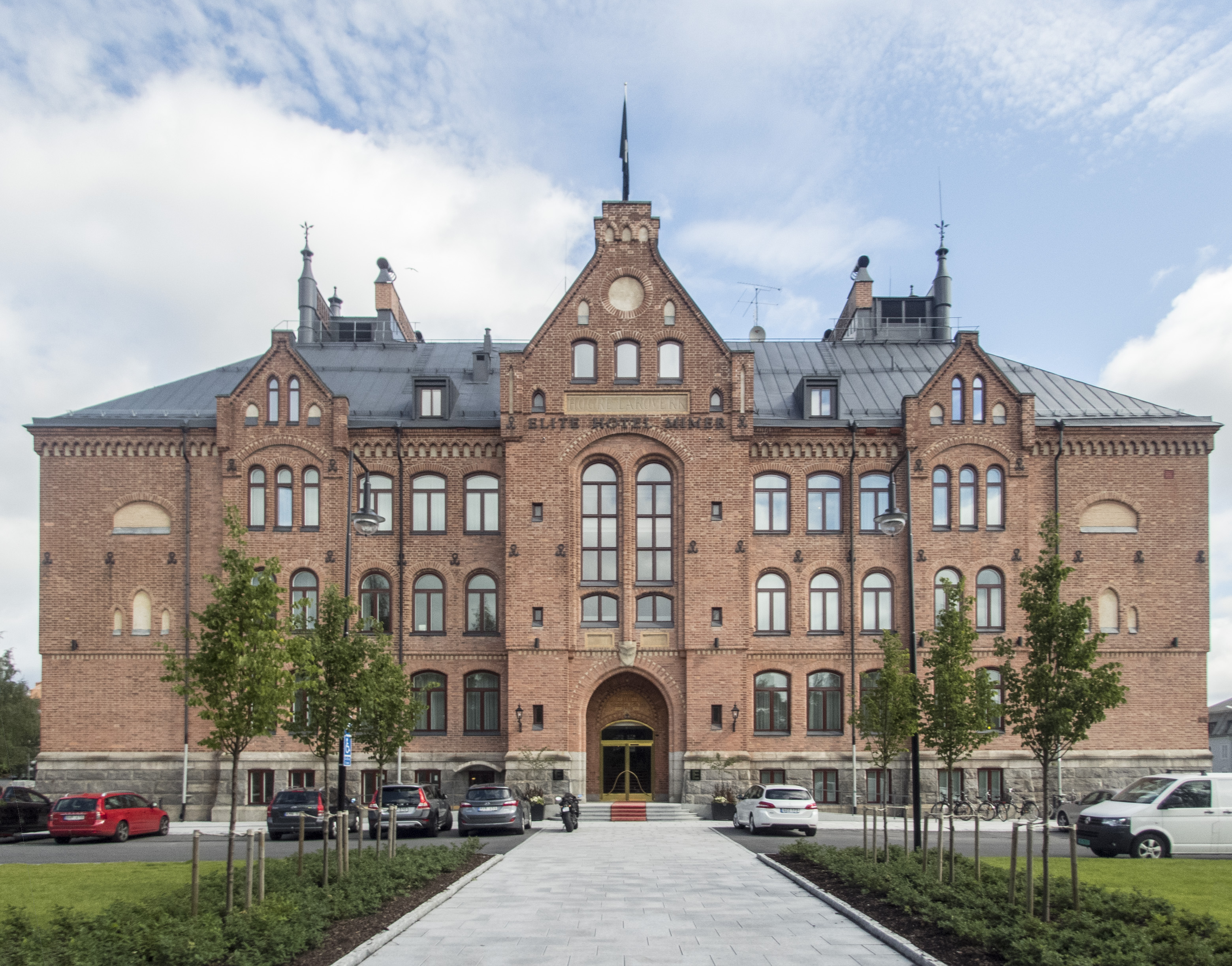
Läroverkets byggnad åren 1900–1957, efter renoveringen till hotell 2016.

En tidig student vid läroverket, som var verksamt 1858–1958,  var Helmer Osslund, student vid skolan från 1886, som utbildade sig till ingenjör i USA innan han 1889 anställdes som dekoratör vid Gustavsbergs porslinsfabrik. Han studerade senare för Paul Gauguin och gjorde sig sedan ett namn för målningar med norrländska motiv.
Teckningsläraren Maja Beskow , som själv var amatörfotograf (och som sådan utställd på Västerbottens museum), undervisade vid läroverket från 1903 till 1937. Bland hennes elever märks formgivaren Stig Lindberg, konstnärerna Kjell Rosén och David Wretling samt fotografen Bertil Ekholtz.

#### Konstnärsfamiljen Wretling
Familjen Wretling sticker ut i det tidiga 1900-talets Umeå. Otto Wretling tog år 1897 över faderns målarfirma, som snart utökades med ett möbelsnickeri och drevs under namnet Firma Otto Wretling för modern rumskonst. Sonen Bo Wretling (1908–1986) kom att arbeta med möbelformgivning och som gitarrbyggare. David Wretling (1901–1986) är mer känd som skulptör och elev till Carl Milles. Stig Otto Wretling (1911–1973), konstnär, var aktiv i faderns firma med att utsmycka och dekorera möbler. Kjell Wretling(1904–1998) utbildade sig till arkitekt och var åren 1935–1961 stadsarkitekt i Umeå, och formgav även han möbler. Dottern Anna Wretling (1903–1999), arbetade med textil formgivning för det väveri som knöts till firman och som Ottos fru Frida var föreståndare för. Britta Wretling (1920–2006) sysslade med försäljningen och utställningslokalen. En sentida ättling till Stig Otto Wretling är skådespelaren Olof Wretling.

### Umeå konstskola
Umeå konstskola (tidigare kallad ABF:s konstskola) är sedan tidigt 1970-tal en yrkesförberedande utbildning som drivs av ABF i lokaler på Umedalen. Den 2-åriga utbildningen ger en estetisk bas för att söka till högskoleutbildningar inom ämnen som konst, design, scenografi och arkitektur.
Bland tidigare elever märks Anita Midbjer (1968–1988), Mikael Åberg (1989–1991), Ludwig Franzén (1994–1996) och Daniel Diaz (Ikaroz) (1994–1995).

### Teckningslärarutbildningen

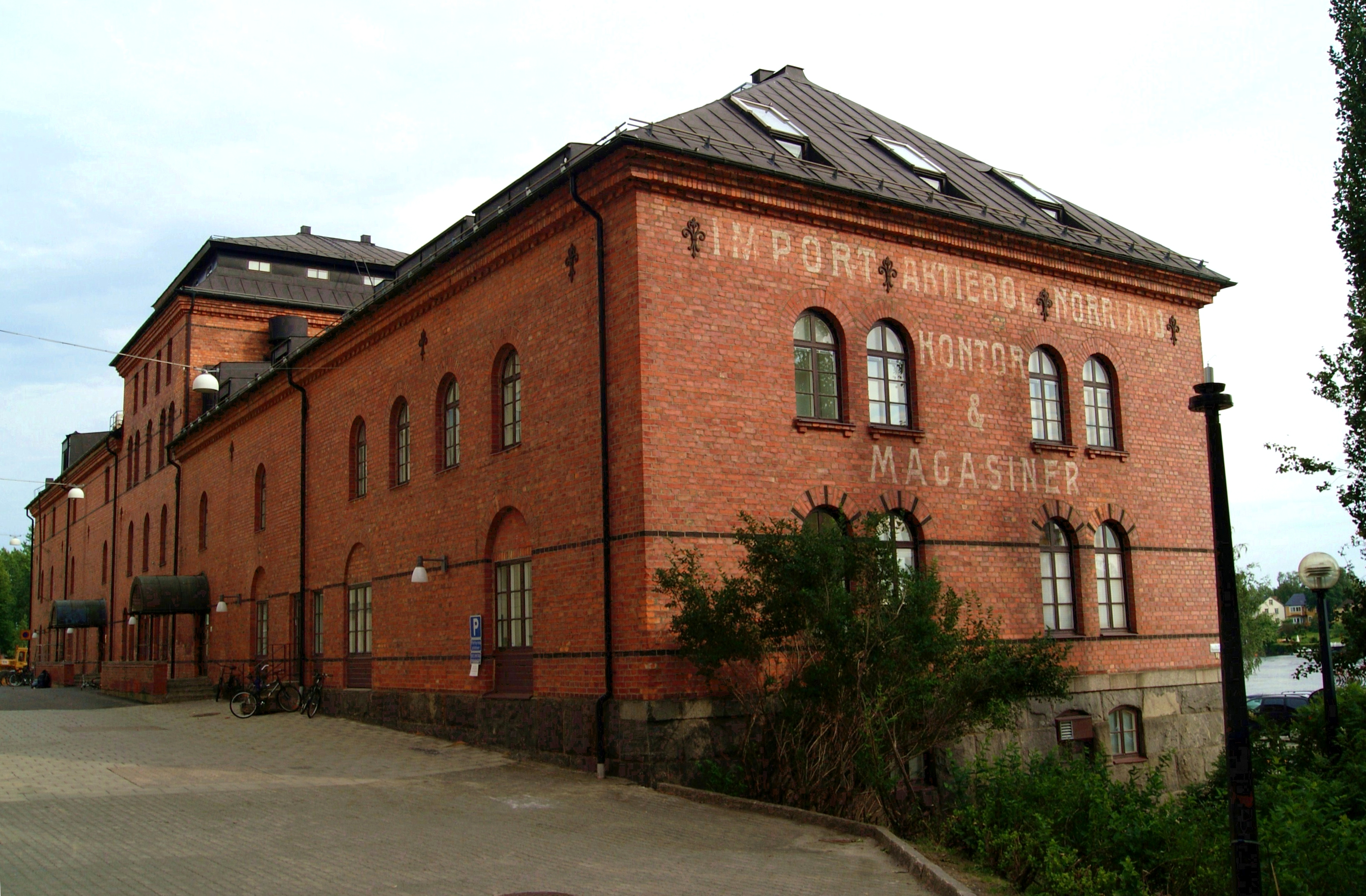
Gamla tullmagasinet (2011).

Teckningslärarutbildningen vid Umeå universitet (TUM) startade 1976 inom ramen för Lärarhögskolan i Umeå, Från 1977 fick man centralt belägna lokaler i det gamla Tullmagasinet, som ritats om för ändamålet av arkitekt Bertil Håkansson , tidvis även inrymde Sveriges Radio Västerbotten, ABF:s konstskola och Konstskolan Brage . År 1992 flyttades utbildningen till universitetets campus, som del i den nybildade Institutionen för estetiska ämnen i lärarutbildningen.
Vid TUM utbildade sig bland andra Britt Hillbom (1977–1980).

### Konstskolan Brage
Konstskolan Brage startades 1977 av Tage Martin Hörling. Denna tvååriga utbildning byggde på ett frekvent gästlärarsystem med de mest namnkunniga svenska konstnärerna i Sverige; Peter Dahl, Lennart Rohde, Jordi Arkö med flera. Hörlings mål var att Konstskolan Brage så småningom skulle övertas av staten och utvecklas till Sveriges nordligaste konsthögskola. Även om Konstskolan Brage av brist på medel tvingades upphöra redan 1979 hade fröet såtts till den konsthögskola som åtta år senare såg dagens ljus i Umeå.
Två av dem som hann utbilda sig vid Brage var Anna Kristensen och Peter Lundström. 

### Konsthögskolan vid Umeå universitet
Konsthögskolan bildades 1987, och är tillsammans med Arkitekthögskolan, Designhögskolan och Bildmuseet en del av Konstnärligt campus vid Umeå universitet, beläget vid Umeälven Öst på stan. Konsthögskolan har två programutbildningar i fri konst: det treåriga kandidatprogrammet och en tvåårig påbyggnadsutbildning, masterprogrammet. Det erbjuds även fristående kurser. Vid Konsthögskolan bedrivs också forskarutbildning på konstnärlig grund. I det närliggande Sliperiet finns Konsthögskolans eget galleri; Galleriet.
Bland tidigare studenter märks: Sol Morén (1989–1995), Anneli Furmark (1991–1997), Per Enoksson (1993–1994), Mikael Åberg (1993–1998), Ludwig Franzén (1996–2001) och Knutte Wester (1998–2003).

## Fotografi
Sune Jonsson Centrum för dokumentärfotografi etablerades 2014 vid Västerbottens Museum, vars fotoarkiv med omkring åtta miljoner bilder även inkluderar Sune Jonssons alla fotografier från 1950- till 1990-talen. I fotoarkivet finns även bilder av Bertil Ekholz och Maja Beskow.

## Utställningslokaler och gallerier

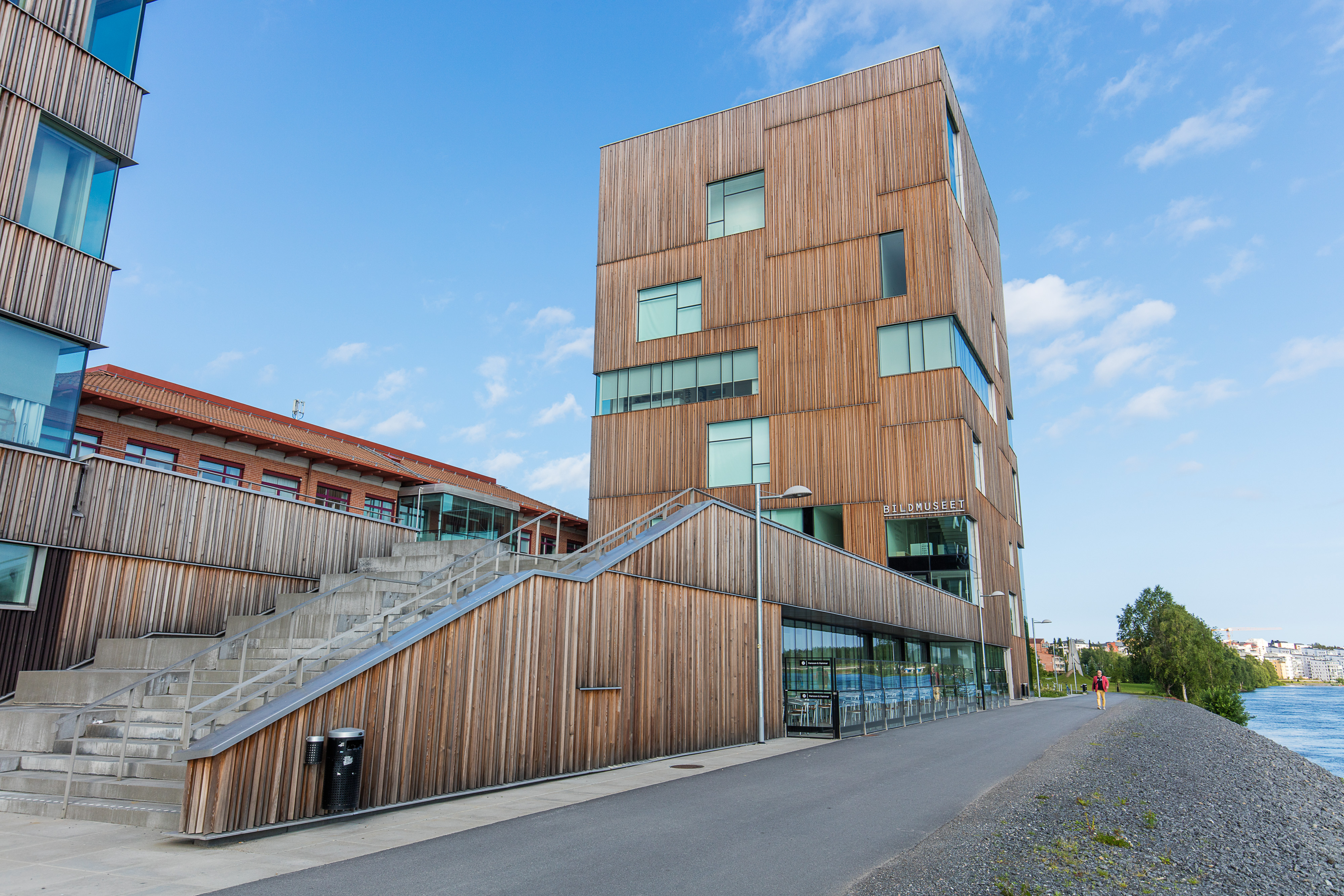
Bildmuseet, från Strandpromenade.

### Bildmuseet
Bildmuseet grundades 1981 av Umeå universitet, då med tanken att konst ur statens konstsamlingar, t.ex. Moderna museet, också skulle kunna visas i norra Sverige. Under åren har inriktningen ändrats och verksamheten vuxit, och idag är Bildmuseet en av Sveriges största konsthallar för samtida konst och producerar egna utställningar i samarbete med internationellt framstående konstnärer, filmare, fotografer och designer.
Åren 1981–2011 var Bildmuseet lokaliserat till friluftsområdet Gammlia, i ett nyuppfört annex intill Västerbottens museum. År 1994 byggdes Bildmuseet ut till sex utställningshallar och en sammanlagd yta på 1 200 kvadratmeter. År 2012 flyttade Bildmuseet in i en ny sjuvånings museibyggnad på Konstnärligt campus vid Umeälven, med utställningsytor om dryg 1 000 kvadratmeter. Byggnaden har av brittiska tidningen The Telegraph listats som ett av världens vackraste museer.

### Västerbottens museum
Västerbottens Museum på Gammlia i Umeå förvaltar sedan 1995 konstsamlingen Helge Lindens minne, som innehåller verk av bland andra Stig Lindberg, Öyvind Fahlström, Lage Lindell, Max Book, Britt Ingrid Persson (BIP), Per Enoksson, Mats Caldeborg och Nic Langendoen.

### Galleri Andersson/Sandström
Galleri Andersson/Sandström (nu GSA Gallery) grundades 1980 i Umeå av Stefan Andersson, med fokus på internationell samtidskonst. Senare blev Sara Sandström Nilsson delägare. Efter några år utan egna lokaler inleddes ett samarbete med fastighetsbolaget Balticgruppen, som erbjöd lokaler på Umedalen, där parterna åren 1994–2012 arrangerade utställningen Umedalen Skulptur som därefter blivit delvis permanent. Från 2008 har galleriet även lokaler i Stockholm.

### Umedalens skulpturpark
Umedalens skulpturpark ligger på det före detta sjukhusområdet Umedalen i västra Umeå. Åren 1994 till 2012 arrangerades här vart annat år konstutställningen Umedalen Skulptur, som till stora delar permanentats.

### Konstvägen sju älvar

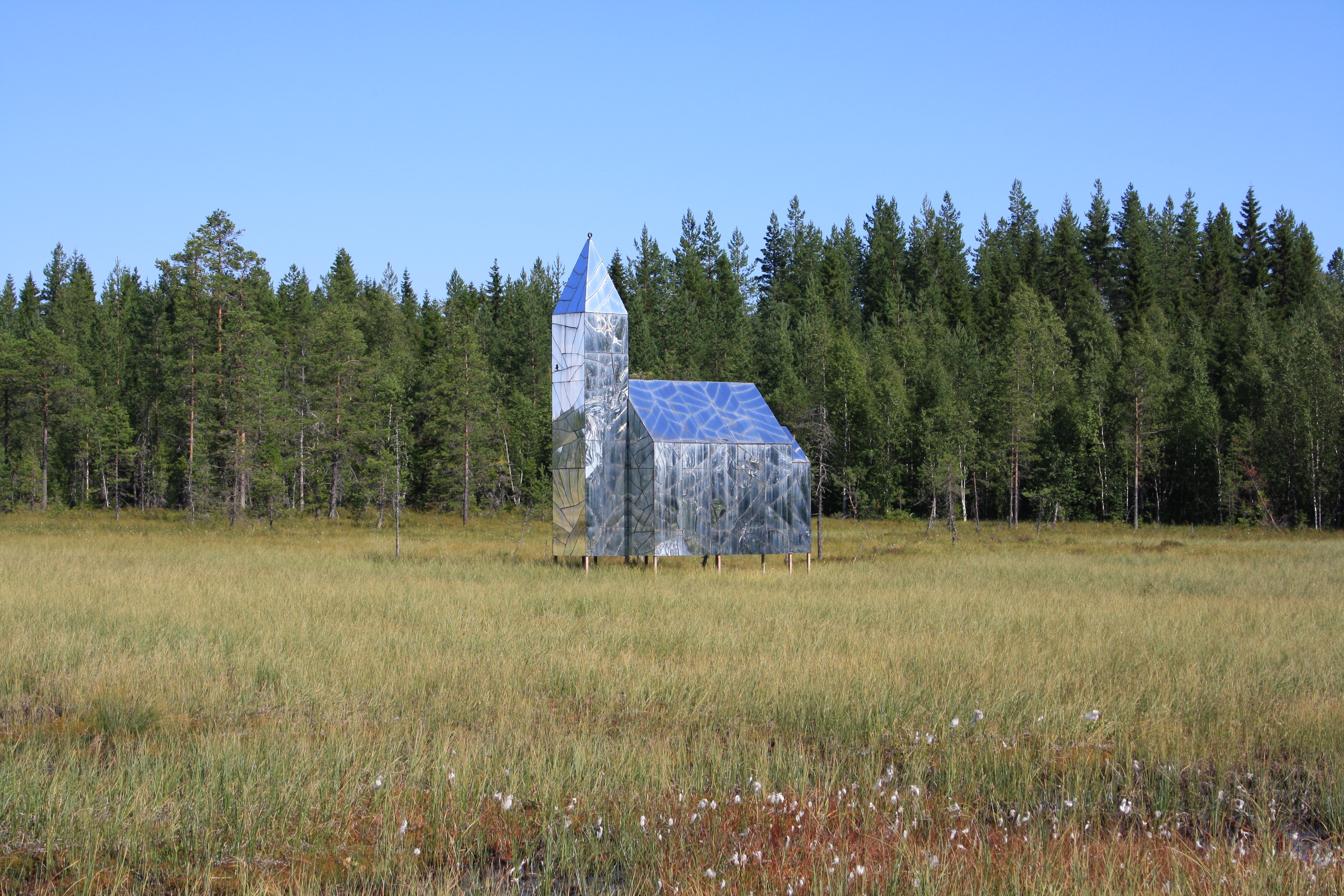
Hägring, av Kent Karlsson.

Konstvägen sju älvar invigdes 1998, och är ett projekt som sträcker sig från Umeå hamn i Holmsund vid Bottenviken i Västerbotten till Borgafjäll i Lappland. Sträckan är ca 335 kilometer lång och korsar de sju älvarna Vindelälven, Ume älv, Öreälven, Lögdeälven, Gideälven, Ångermanälven och Saxälven (Saxån).

### Andra gallerier
Galleri OSs tog 2020 över lokaler och verksamheten efter Lilla Galleriet, som vid öppnandet 1966 var Umeås första konstsalong.
Konsthögskolans galleri har sedan 1993 gått under olika namn och legat på ett antal olika platser i Umeå, men huserar nu i Konsthögskolans lokaler på Konstnärligt campus.
Galleri Verkligheten är ett konstnärsdrivet galleri med fokus på samtidskonst i Umeå, som startades 2001 och drivs som en icke-kommersiell förening.
Galleri Alva ligger i anslutning till biblioteket på Norrlands universitetssjukhus, och drivs av Region Västerbotten.
Sedan 2002 driver Norrlandsoperan tillsammans med Umeå kommun Vita Kuben, ett projektrum för konst i Norrlandsoperans lokaler.
Umeå konsthall är lokaliserad till kulturhuset Väven, och har som uppdrag att stärka den lokala konstscenen och skapa förutsättningar för yrkesverksamma konstnärer att verka i Umeå.

## Offentlig konst i urval (galleri)

### Centrala Umeå

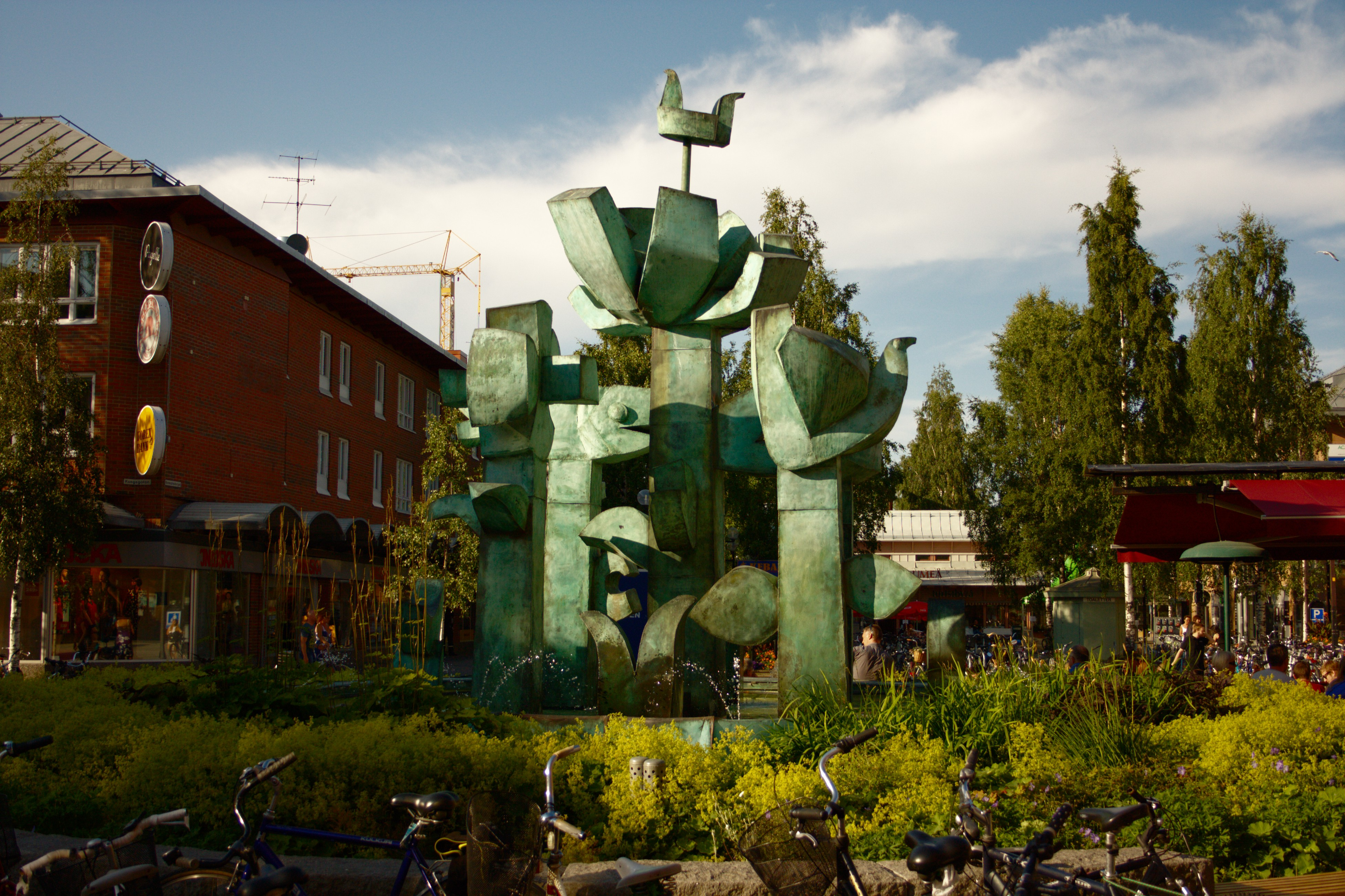
Fontänskulptur på Renmarkstorget, av Stig Lindberg.
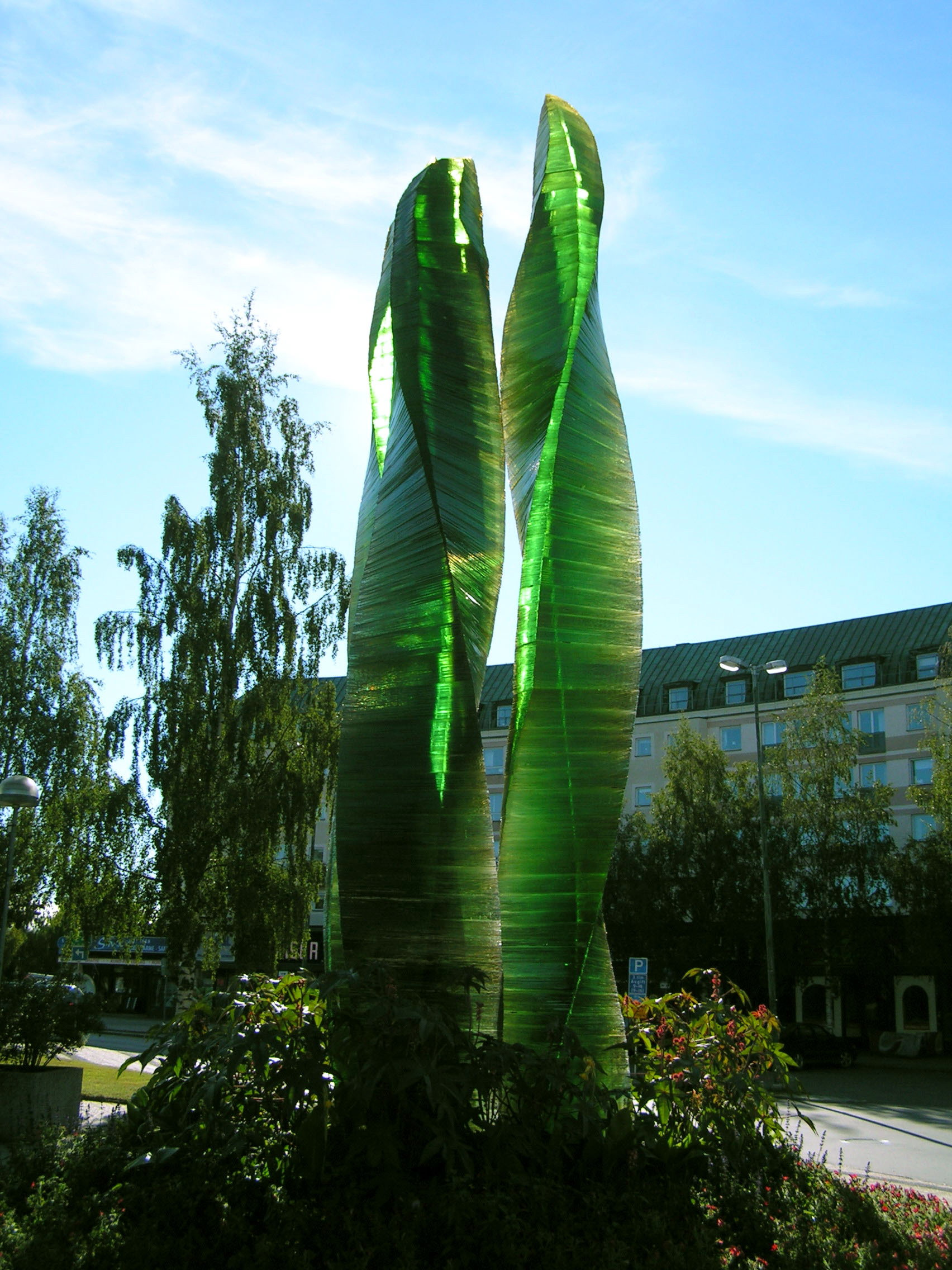
Grön eld på Järnvägstorget, av Vicke Lindstrand.
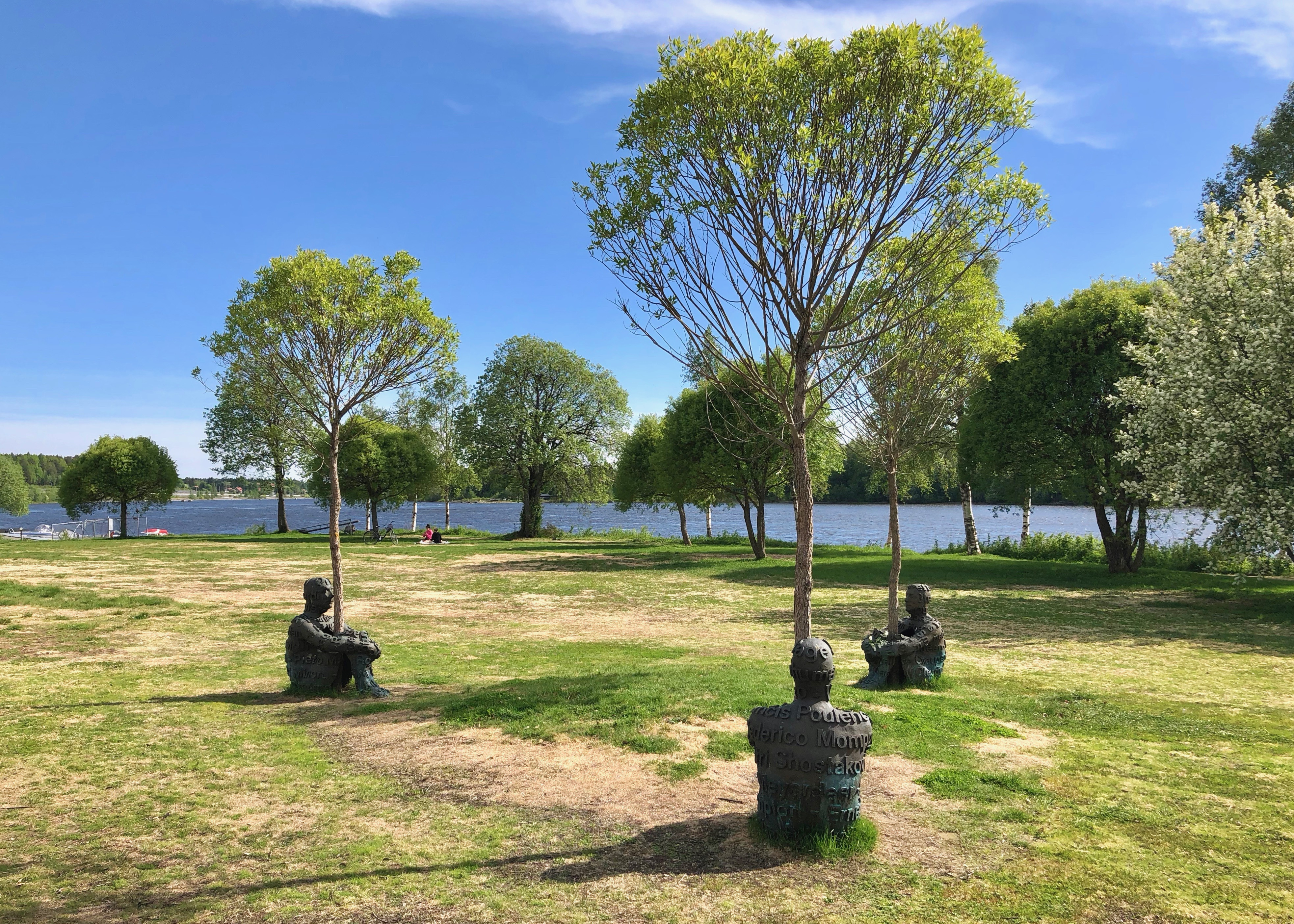
Heart of Trees I Öbackaparken, av Jaume Plensa.
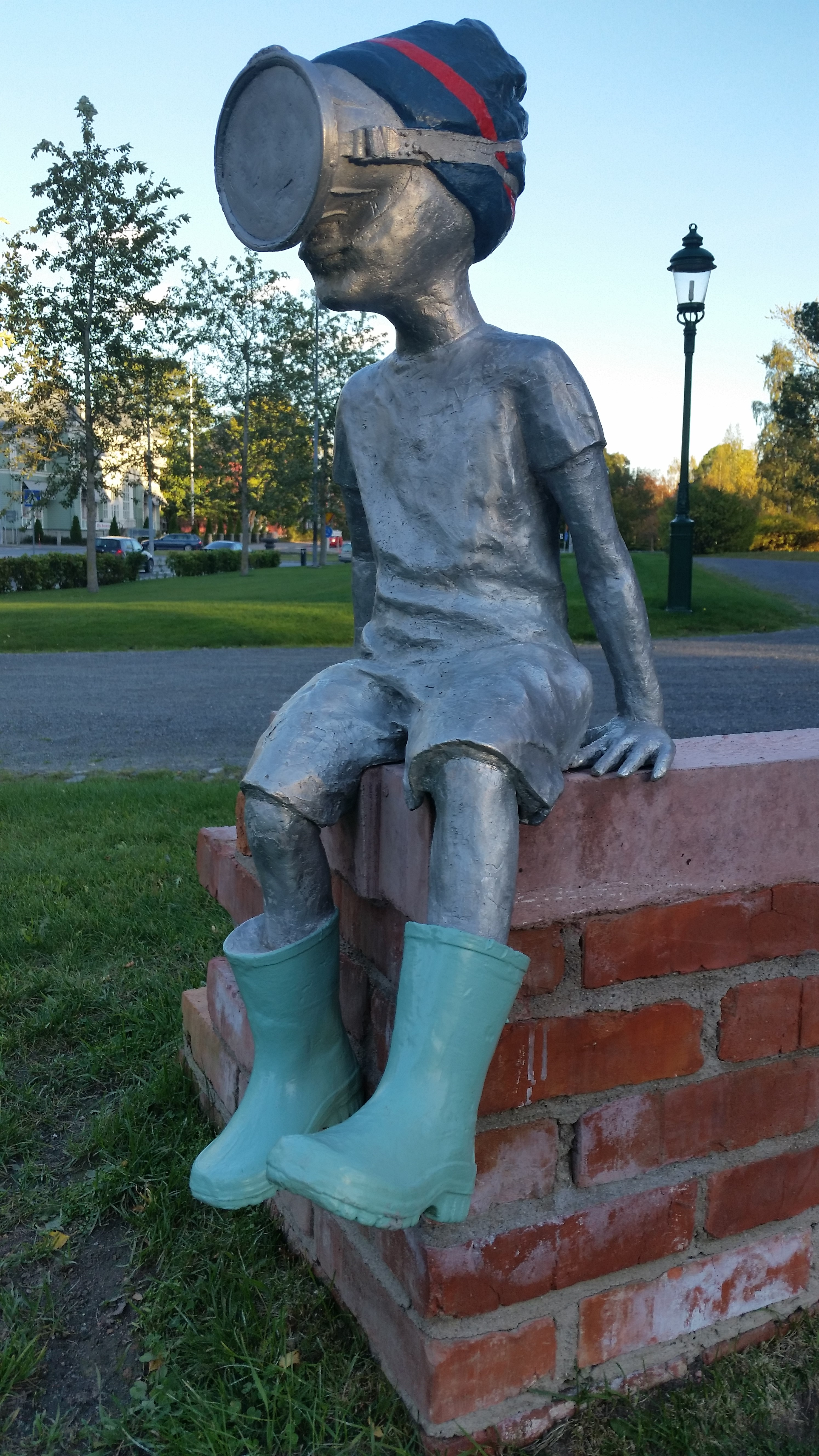
Hoppare utanför stadskyrkan, av Mikael Åberg.
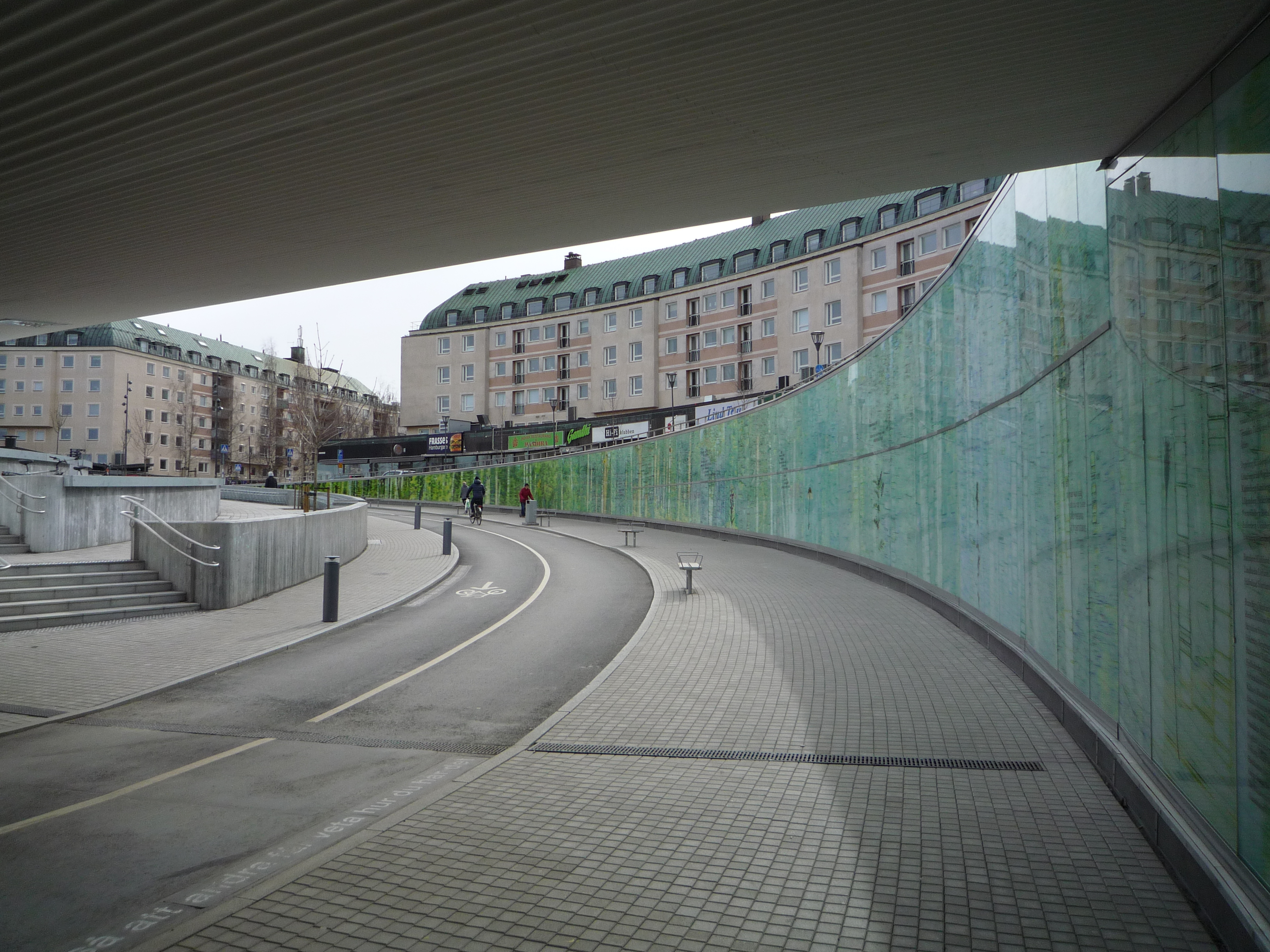
Lev! (uppfart mot Järnvägstorget), av FA+.
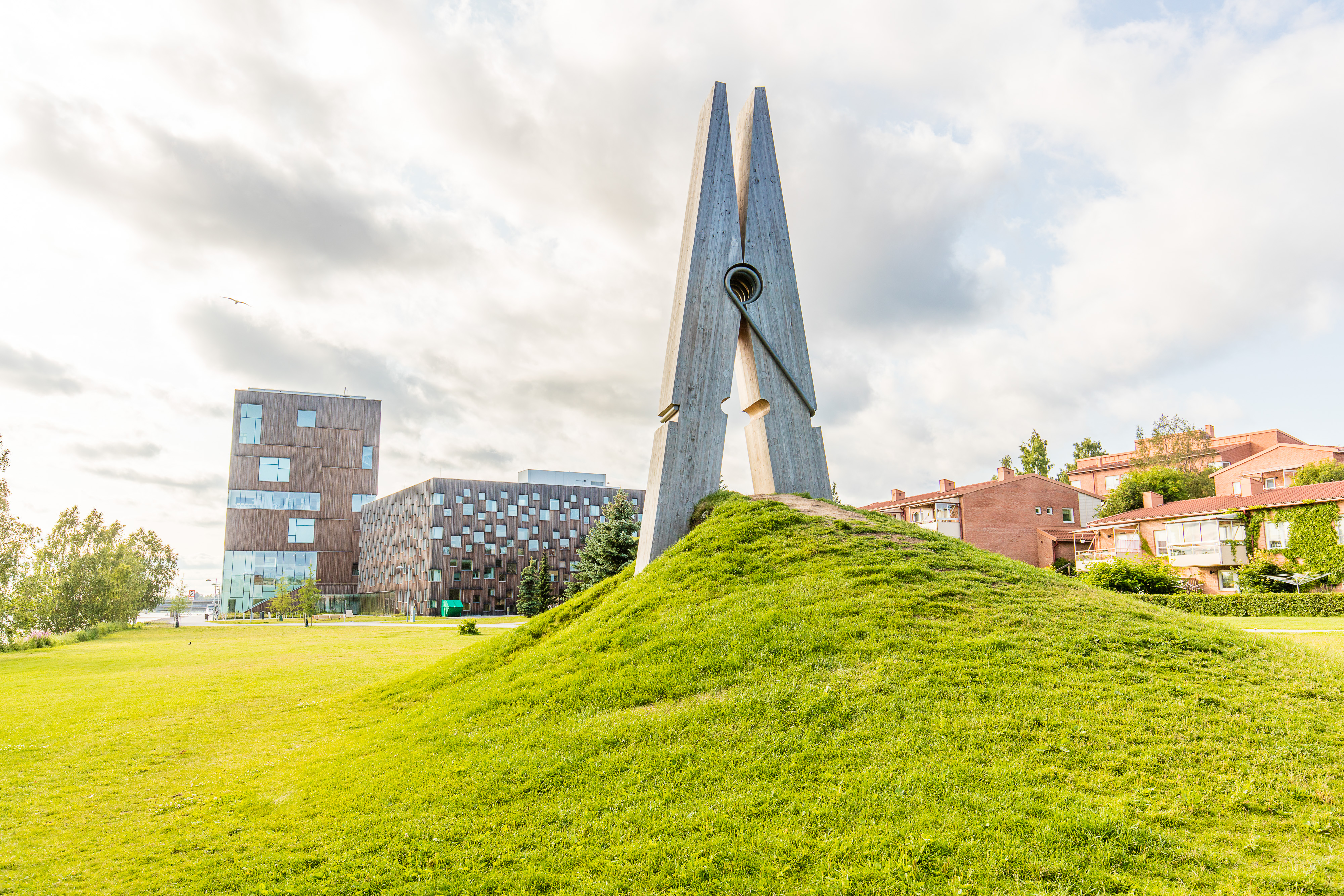
Skin 4 I Öbackaparken, av Mehmet Ali Uysal.
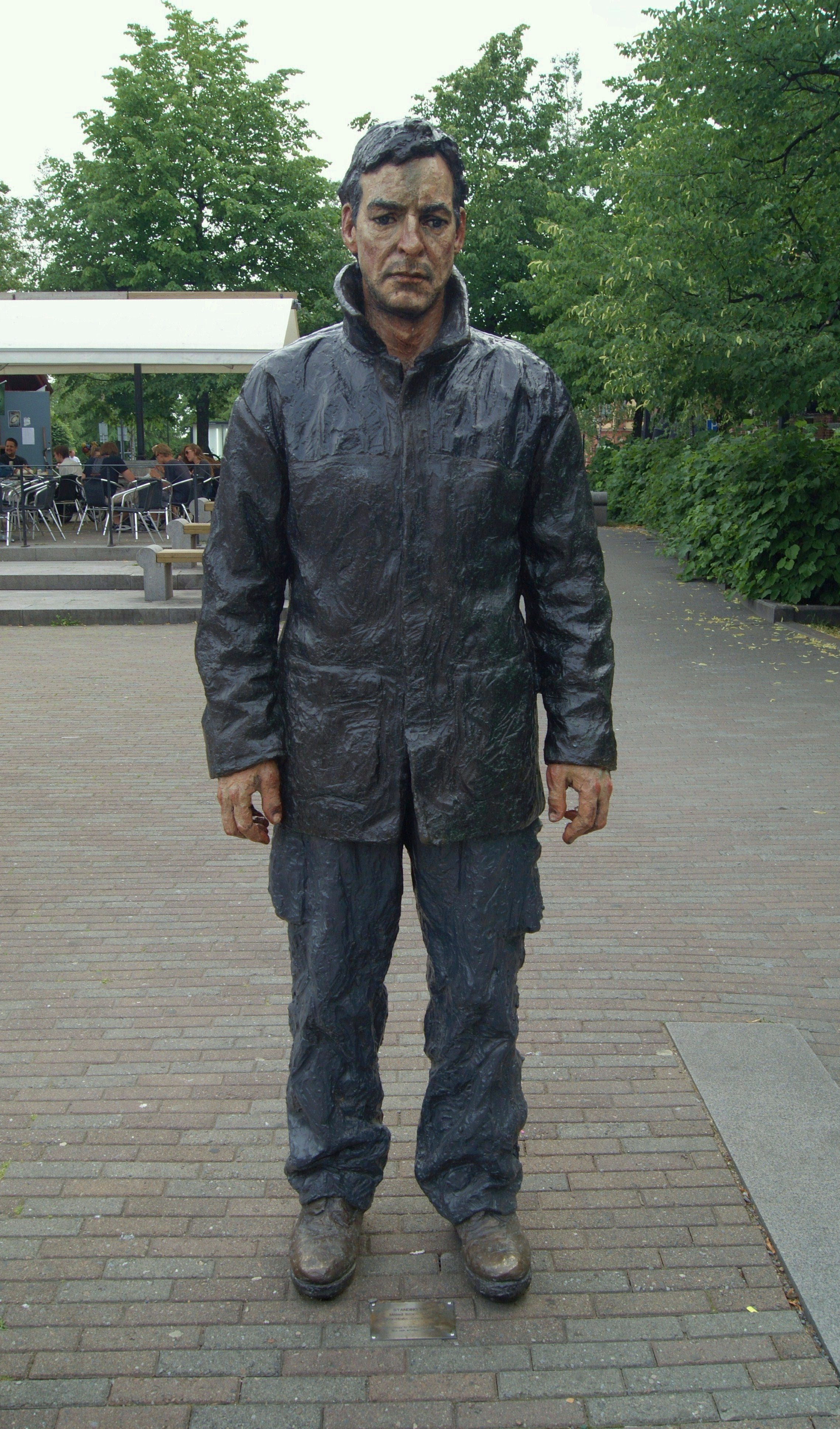
Standing Man på Rådhustorget, av Sean Henry.

### Umedalens skulpturpark

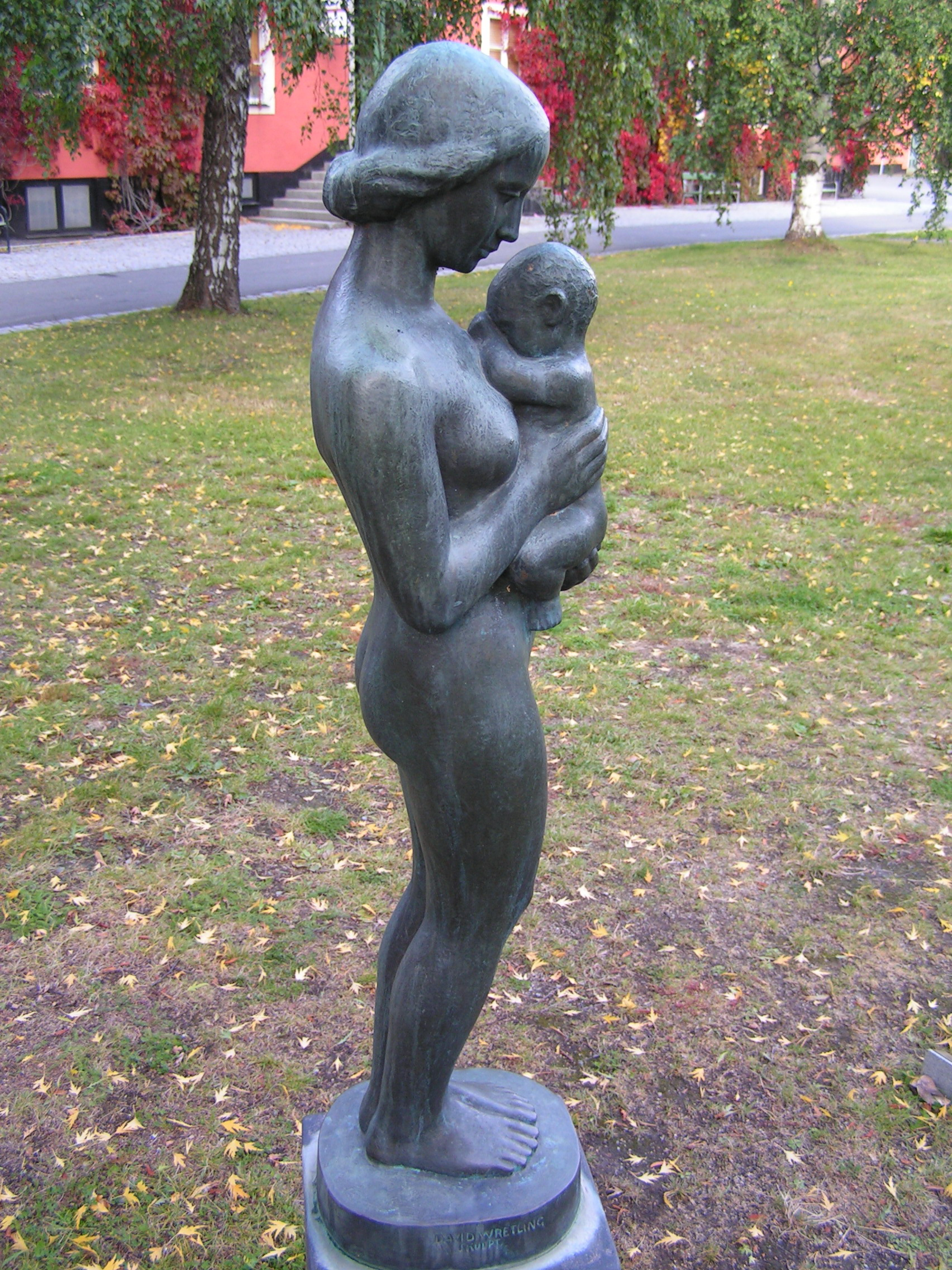
Mor och Barn av David Wretling.
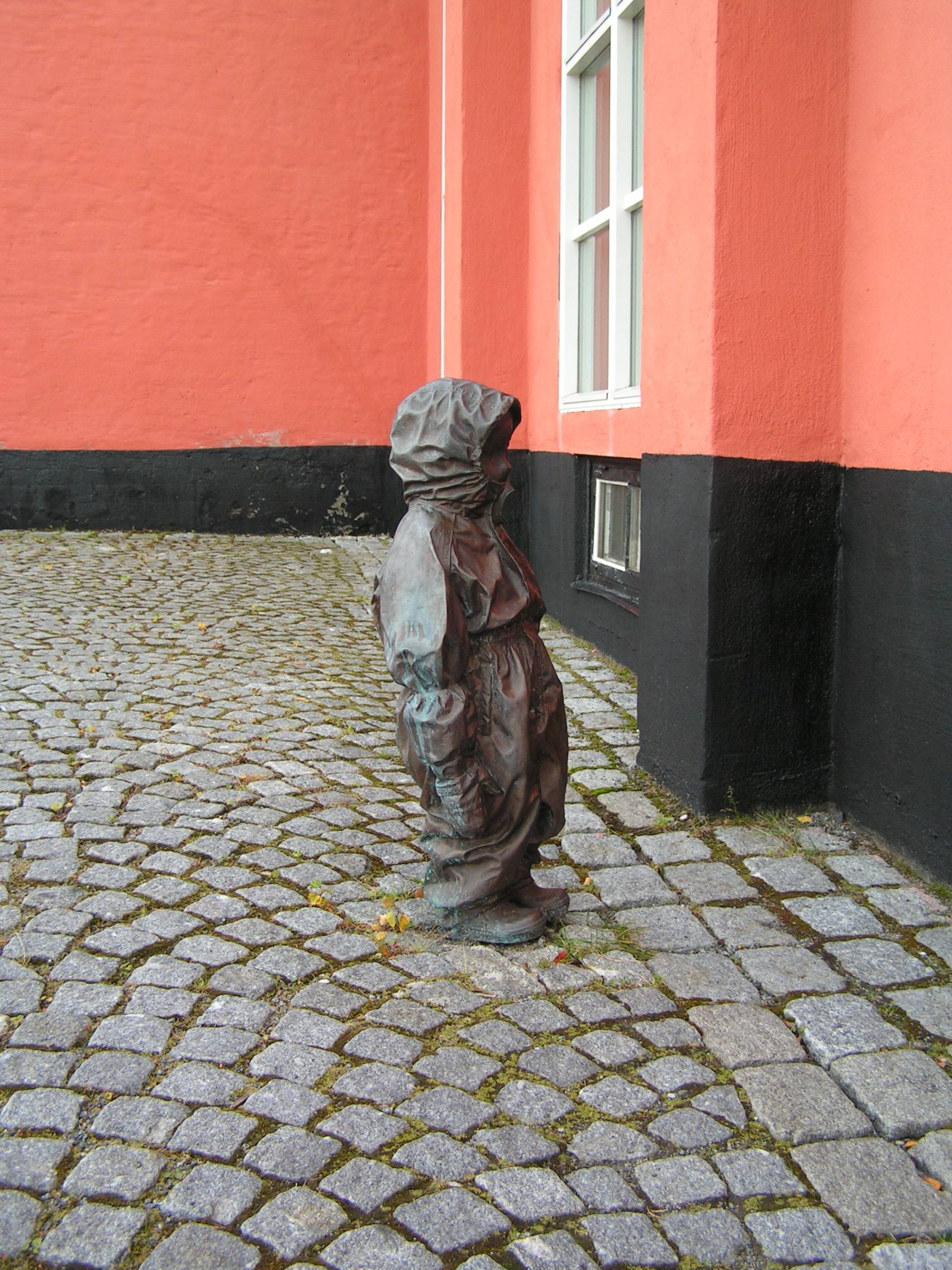
Out av Charlotte Gyllenhammar.
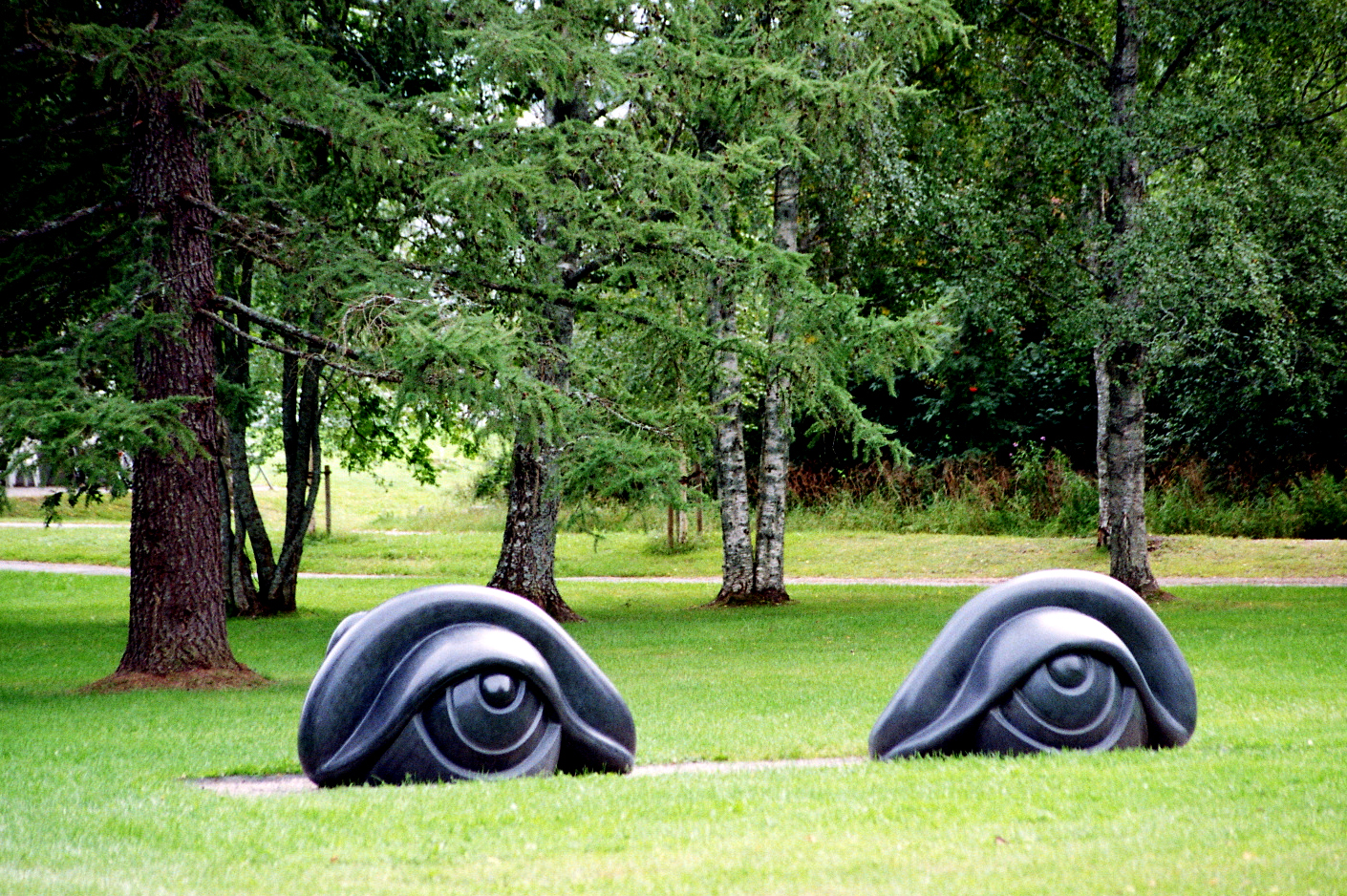
Eye Benches II av Louise Bourgeois.

## Konstnärer och fotografer med anknytning till Umeå
Karl Backman konstnär och musiker - Elin Berge fotograf - Linda Bergkvist digitalkonstnär - Blaziuz konstnär - Mats Caldeborg konstnär - Camilla Caster skulptör - Bertil Ekholtz fotograf - Per Enoksson konstnär - Ludwig Franzén konstnär - Vera Frisén konstnär - Anneli Furmark serieskapare - Kent Gustavsson ljudkonstnär - Britt Hillbom konstnär - Ikaroz (Daniel Diaz) graffitikonstnär - Sune Jonsson fotograf och författare - Nic Langendoen konstnär - Stig Lindberg formgivare, konstnär - Helge Linden konstnär - Anita Midbjer konstnär - Sol Morén konstnär - Helmer Osslund konstnär - Helge Jean Ragnar konstnär - Kjell Rosén konstnär - Gunnel Sahlin glasformgivare - Gunilla Samberg konstnär - Johannes Samuelsson fotograf, konstnär - Marc UÅ konstnär - Knutte Wester konstnär - David Wretling skulptör - Otto Wretling möbelformgivare & bildkonstnär - Stig Wretling konstnär - Mikael Åberg konstnär